# サマリア五書

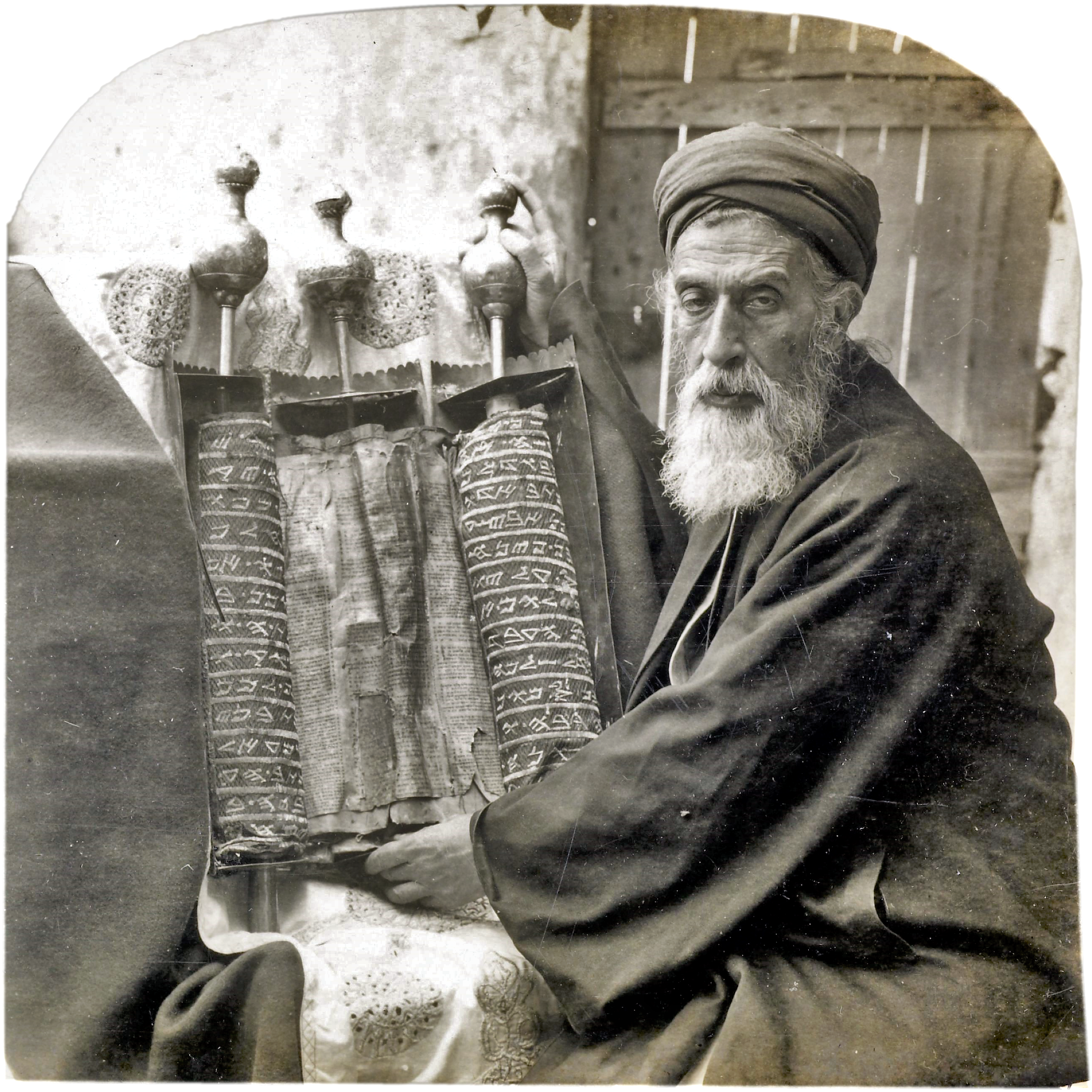
『サマリア五書』を持つサマリア人の神官（1905年）

サマリア五書（サマリアごしょ、英語: Samaritan Pentateuch）はサマリア人の信仰の基礎をなす聖書で、ユダヤ教の『モーセ五書』に相当する記録であるが、イスラエルのナーブルス近くの彼らの聖地であるゲリジム山の記述などに処々の差異がある。
サマリア五書はサマリア文字で書かれていて、この五書の原型に近い物が死海文書の一部としても見つかっている。

## 参照項目
- ユダヤ教
- モーセ五書
- 死海文書